# Veratrum
Veratrum (vernacular, veratro) é um género botânico pertencente à família Melanthiaceae.
Um ácido foi identificado por M. Merck  ao extraí-lo das sementes da Veratrum sebadilla, e, por causa disto, recebeu o nome de ácido verátrico.

## Classificação do gênero
| Sistema | Classificação                    | Referência               |
| ------- | -------------------------------- | ------------------------ |
| Linné   | Classe Polygamia, ordem Monoecia | Species plantarum (1753) |